# ゲンナジー・ゴロフキン 対 デイビッド・レミュー戦
ゲンナジー・ゴロフキン 対 デイビッド・レミュー戦（ゲンナジー・ゴロフキン たい デイビッド・レミューせん）は、2015年10月17日にアメリカ合衆国ニューヨークのマディソン・スクエア・ガーデンで開催されたプロボクシングの試合。WBA(スーパー王座)・WBC(暫定王座)・IBO世界ミドル級王者ゴロフキンとIBF世界ミドル級王者レミューが行った王座統一戦。イベント名は『ミドルウェイト・チャンピオンシップ・ユニフィケーション』(ミドル級王座統一戦)。前座にはローマン・ゴンサレスがニューヨークとPPV初登場で元フライ級2団体統一王者ブライアン・ビロリアを迎えての防衛戦、ルイス・オルティスが薬物検査で無効試合になって獲得し損ねたWBA世界ヘビー級暫定王座決定戦が行われた。この試合はHBOがペイ・パー・ビューで生放送された。

## 全試合カード
- WBC世界フライ級王者ローマン・ゴンサレスvs元WBA・WBO世界フライ級王者ブライアン・ビロリア

- WBA世界ヘビー級暫定王座決定戦ルイス・オルティスvsマティアス・アリエル・ビドンド

- IBF世界ミドル級指名挑戦者決定戦トレアーノ・ジョンソンvsエマオン・オケイン

- NABO北米スーパーライト級王者モーリス・ホウカーvsグヒスライン・マドゥーサ

- ライト級6回戦:ラモン・ローチ・ジュニアvsホセ・ブストス

- ウェルター級4回戦:ルスラン・マディエフvsシーン・ギー